# Ida Annah Ryan

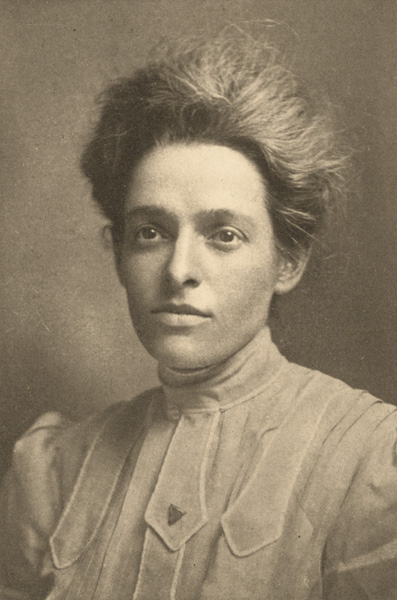
Ida Annah Ryan, circa 1906

 Ida Annah Ryan (* 4. November 1873 in Waltham, Massachusetts; † Februar 1950 in Orlando, Florida, USA) war eine US-amerikanische Architektin. Sie war die erste Frau, die einen Master of Science vom Massachusetts Institute of Technology erwarb und die erste Frau, die einen Master-Abschluss in Architektur in den Vereinigten Staaten erhielt.

## Leben und Werk
Ryan war eines von fünf Kindern von Carrie S. Jameson und Albert Morse Ryan, der ein Angestellter und Historiker von Waltham City war und auch ein Milchgeschäft leitete. Sie absolvierte die Waltham High School und studierte ab 1892 an der Massachusetts Normal Art School (jetzt Massachusetts College of Art and Design). Diese Schule war 1873 gegründet worden, um den Massachusetts Drawing Act von 1870 durch die Bereitstellung von Zeichenlehrern für die öffentlichen Schulen zu unterstützen. 1894 erhielt sie dort ihren Abschluss in Elementary Drawing und Kunst und Design.
1895 arbeitete sie als Zeichnerin in der Bauabteilung der Stadt Waltham und belegte 1898 Sommerkurse in Architektur, Zeichnen und Mathematik am Massachusetts Institute of Technology (MIT). Sie begann bei Constant-Désiré Despradelle ein Architekturstudium am MIT, welches das erste College-Architekturstudium in den Vereinigten Staaten anbot. Sie erwarb dort 1905 einen Bachelor of Arts und erhielt den Rotch-Preis in Höhe von zweihundert Dollar für die beste Studienleistung. Sie war Mitglied des Cleofan, dem ersten 1890 gegründeten Klub für Studentinnen des MIT. 1906 erwarb sie als erste Frau einen Master of Arts und erhielt 1907 das MIT Travel Scholarship in Höhe von 1200 US-Dollar von der Architekturabteilung. Dies ermöglichte ihr ein einjähriges Architekturstudium in Spanien und in Neapel in Italien. Sie arbeitete etwa zwei Jahrzehnte lang im Waltham Building Department unter dem Zimmermann und Kriegsveteranen Samuel Patch Jr. und übernahm nach dessen Eintritt in den Ruhestand offiziell für zwei bis drei Jahre die Funktion der amtierenden Bauleiterin und Baukommissarin.

## Architekturbüro in Waltham
Ryan eröffnete in Waltham das erste Architekturbüro für Frauen in den Vereinigten Staaten und nahm 1909 die MIT-Absolventin und Frauenrechtlerin Florence Luscomb als Partnerin auf und machte ihr Büro zu einem der ersten reinen Frauenarchitekturbüros in den Vereinigten Staaten.  Im Februar 1913 wurde Ryan von dem Bürgermeister von Waltham zur Bauleiterin für Gebäude und Grundstücke sowie zur Bauinspektorin für die Stadt Waltham ernannt.
Sie war um 1915 für den Entwurf des Memorial Hospital in Nashua (New Hampshire), verantwortlich. 1917 entwarf sie das Haus des Industriellen B.C. Ames und viele Häuser in Waltham sollen von ihr entworfen worden sein.
Ryan war in der Frauenwahlbewegung aktiv und Mitglied der Waltham Equal Suffrage League  und der Political Equality Association of Massachusetts. Als die Vereinigten Staaten in den Ersten Weltkrieg eintraten, bot sie der Regierung ihre Dienste an und war die erste Frau, die im Kriegsministerium arbeitete.
Während sie noch in Massachusetts praktizierte, entwarf sie 1913 die Unity Chapel of Orlando, die 1920 von Ryan und Roberts umgebaut wurde. Die Kirche wurde in den 1960er Jahren abgerissen, als die Gemeinde auf ein größeres Grundstück umzog.
Während dieser Zeit wurden ihre Versuche, sich dem Massachusetts Chapter des American Institute of Architects (AIA) anzuschließen, wegen ihres Geschlechts zurückgewiesen.

## Architekturbüro in Zentralflorida
Infolgedessen und aufgrund des Baueinbruchs durch den Ersten Weltkrieg zog sie nach Zentralflorida. 1918 und 1919 war sie als Architektin in der Firma von Frederick H. Trimble angestellt und gründete in den 1920er Jahren ein Architekturbüro mit Sitz in Orlando und wurde Orlandos erste Architektin. 1921 wurde sie als achte Frau bundesweit von dem AIA aufgenommen. Sie gründete zusammen mit Isabel Roberts, die als Designer-Zeichnerin in Frank Lloyd Wrights Oak Park Studio tätig war, die Firma Ryan and Roberts, welche in den 1920er Jahren zu den nicht mehr als zwölf Architekturbüros in Orlando gehörte.
Ihre Architektenbüro war in Zentralflorida unter anderem verantwortlich für die Veterans Memorial Library in St. Cloud, die 1986 abgerissenen Amherst Apartments, die Kapelle des Fisk Funeral Home in St. Cloud, das Pennsylvania Hotel Building und die Matilda A. Fraser Residenz.
Ryan lebte bis 1950 mit Roberts in Orlando, als sie an einer schweren Krankheit starb. Roberts pflegte sie jahrelang bis zu ihrem Tod, danach wurde sie in ihrer Heimatstadt Waltham beigesetzt.

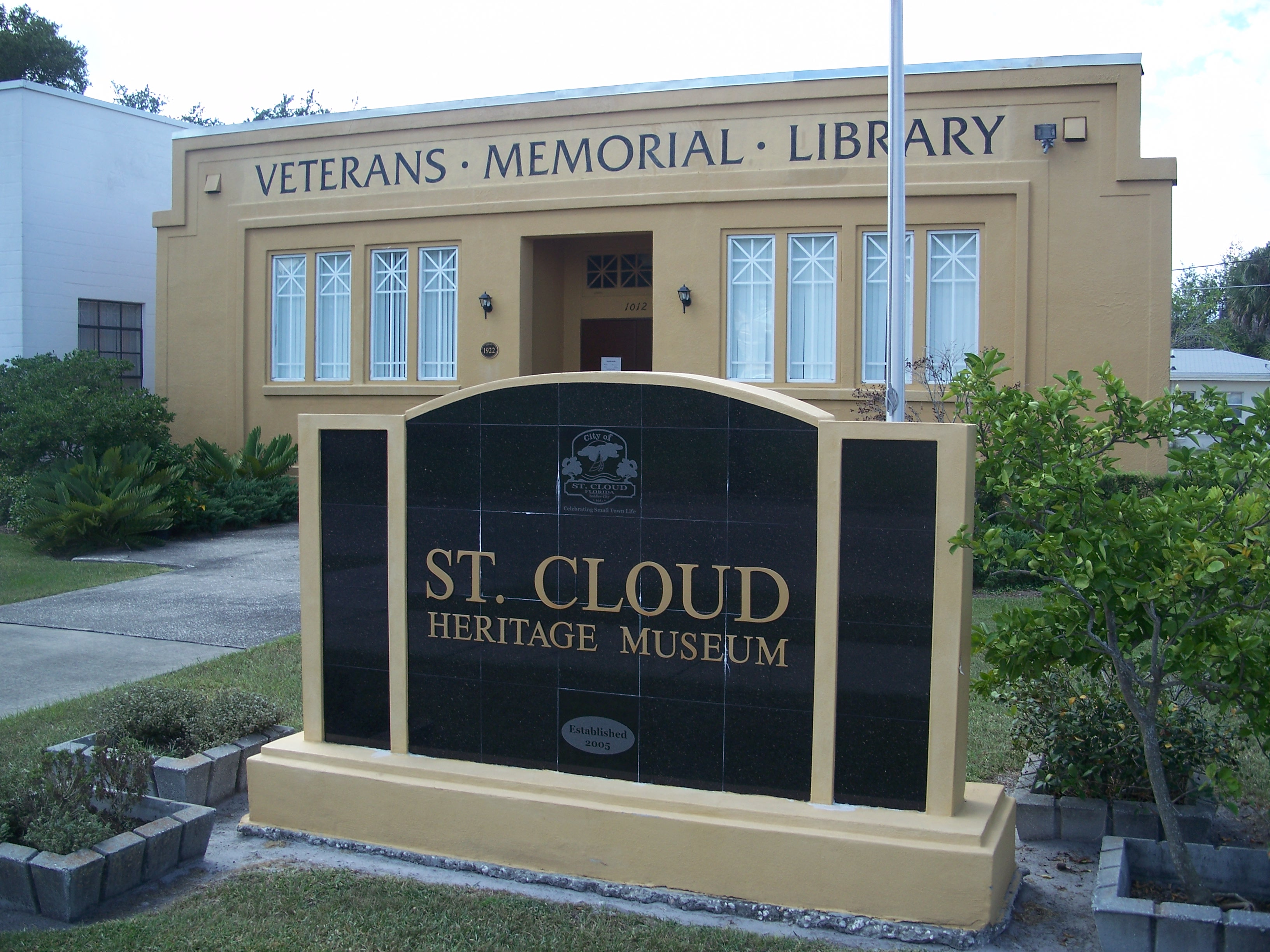
St Cloud Heritage Museum

## Bauten (Auswahl)

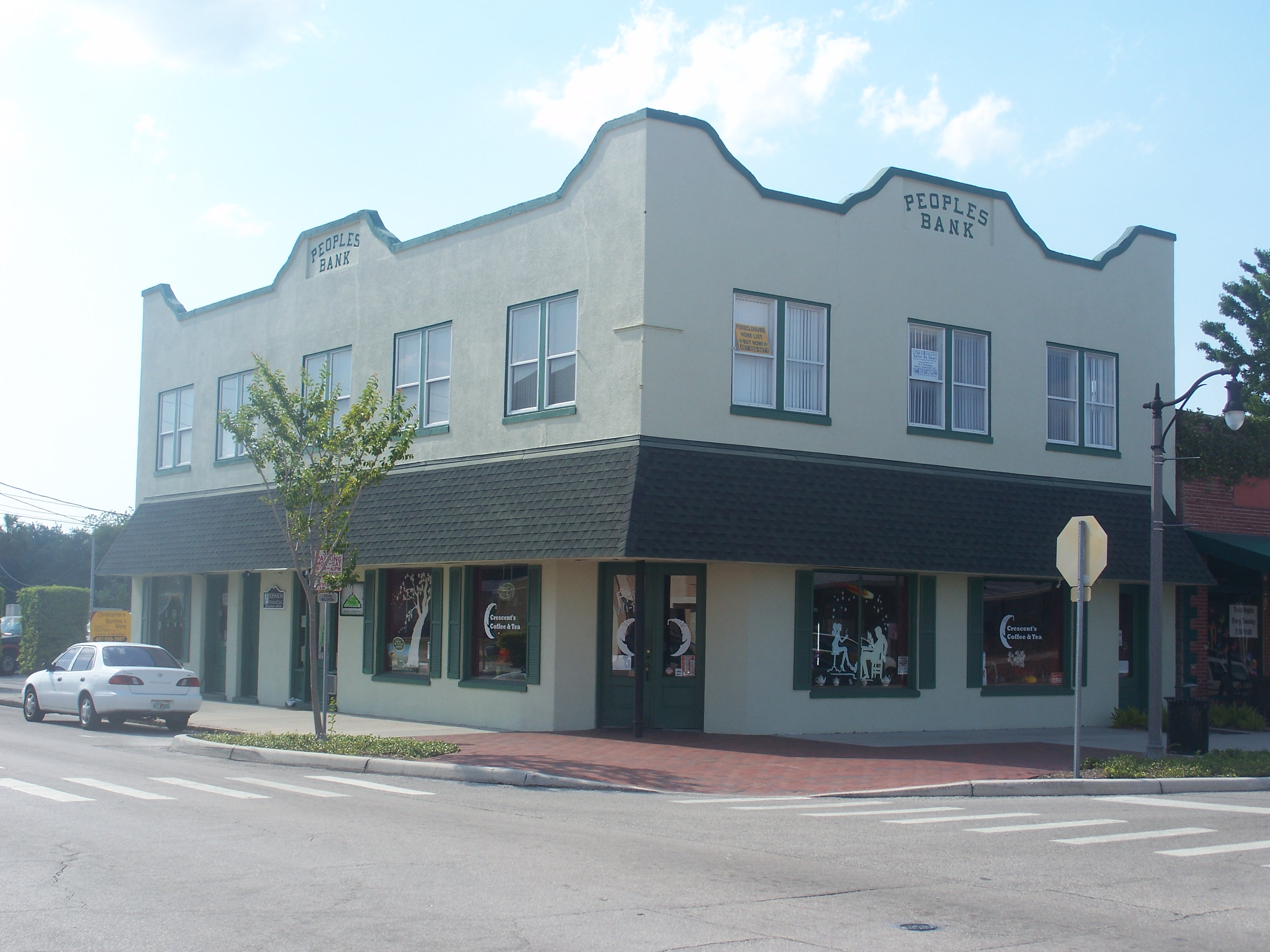
The Peoples Bank Building, St. Cloud.

- Veterans Memorial Library, St. Cloud, Florida.[8] Eingetragen im  National Register of Historic Places in Osceola County, Florida.
- 1921–1922: Amherst Apartments, West Colonial Drive, Orlando, Florida. 1986 abgerissen.
- um 1920: Unity Chapel, Orlando. 1960 abgerissen.
- 1925: Kapelle des Fisk Funeral Home, St. Cloud.
- 1923: Tourist Club House, St. Cloud. 2004 abgerissen.
- um 1926: Ross E. Jeffries Elementary School, St. Cloud.
- Pennsylvania Hotel Building, St. Cloud.
- The Peoples Bank Building, St. Cloud.
- 1920–1924: Ryan und Roberts Haus und Studio, Orlando.
- um 1927: Lester M. Austin Sr. Residenz, Winter Garden, Florida
- 1929: Matilda A. Fraser Residenz, Orlando.[9]

Quelle: